# Nyota Uhura
Porucznik Nyota Uhura – postać fikcyjna, bohaterka serialu Star Trek: Seria oryginalna oraz siedmiu filmów Star Trek. Uhura jest pochodzenia afrykańskiego, pełni funkcję oficera łączności na statku Enterprise, a później Enterprise-A. W oryginalnej serii i sześciu pierwszych filmach grała ją Nichelle Nichols. W filmach Star Trek z 2009, W ciemność. Star Trek z 2013 oraz Star Trek: W nieznane z 2016 kreuje ją Zoe Saldaña.

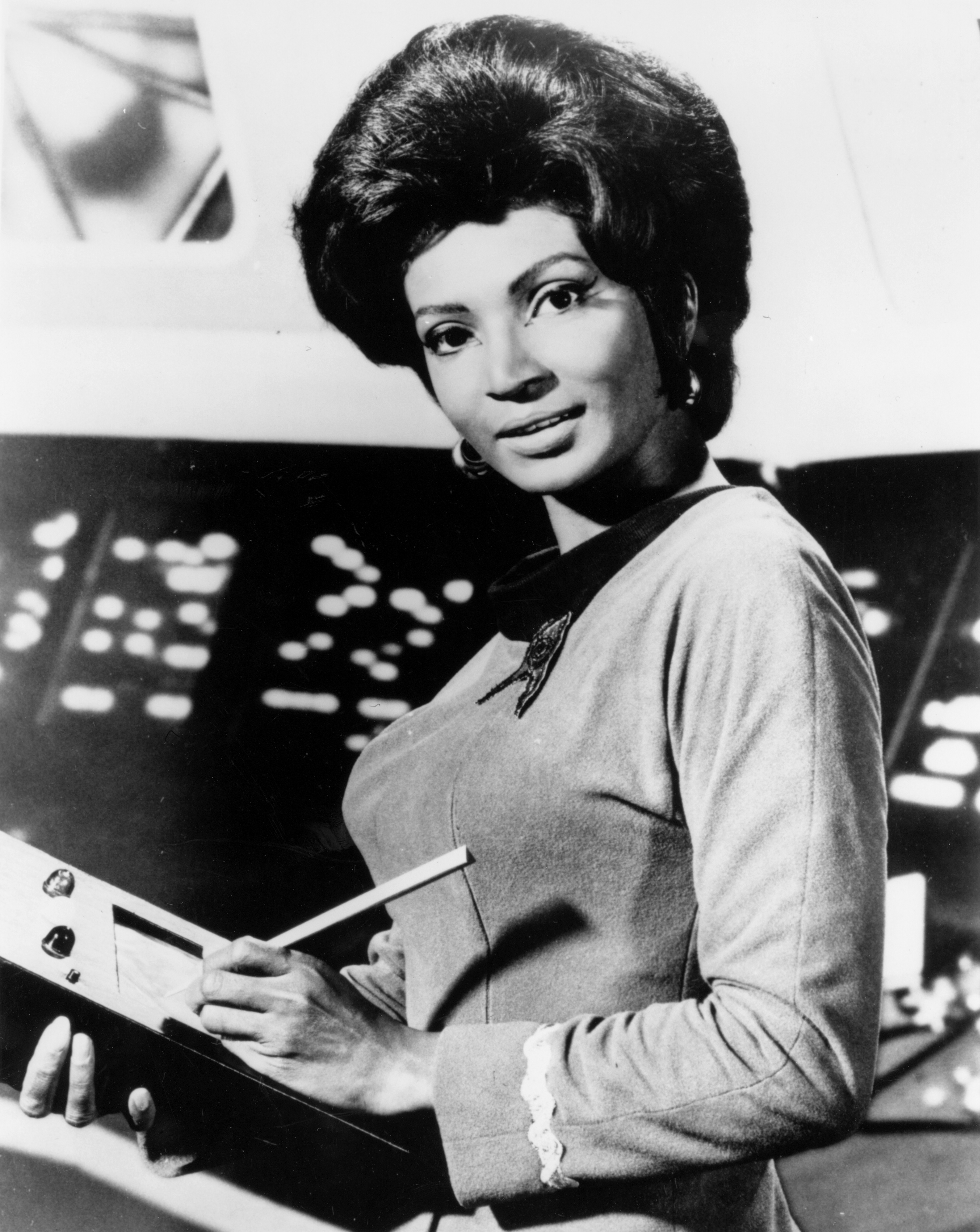
Nichelle Nichols
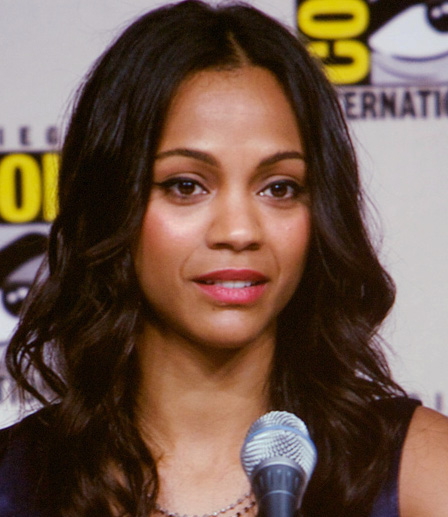
Zoe Saldaña